# Bataille de Deresgé
Batailles du Zemene Mesafent
Batailles
La bataille de Derasge se déroule le 9 février 1855 entre Kassa Hailou, futur Negusse Negest Téwodros II, et Wube Hayle Maryam, Dejazmach du Tigré. En battant le « dernier grand Dejazmach du Zemene Mesafent », Kassa Hailou achève son cycle de victoires débuté à Gour Amba et se retrouve sans rival dans le nord de l'Empire éthiopien. Deux jours plus tard, le 11 février 1855, il est couronné Negusse Negest.